# Mido (azienda)
Mido SA è un'azienda svizzera specializzata nella produzione di orologi, fondata nel 1918. L'azienda fa parte dello Swatch Group, con sede principale a Le Locle, Svizzera. Possiede inoltre un ufficio a Shanghai, Cina.

## Storia
Mido venne fondata nel 1918 da George G. Schaeren a Bienne, Svizzera. Il nome viene dall'espressione spagnola Yo mido, che significa "Io misuro".
Nel corso degli anni '20 Mido introdusse orologi da signora con casse smaltate e colorate, ed orologi da uomo in stile Art déco. Trovò poi una propria specifica nicchia di mercato nella nascente industria automobilistica, producendo orologi a forma di radiatore per conto di un numero elevato di marchi come: Buick, Bugatti, Fiat, Ford, Excelsior, Hispano-Suiza.
Nel 1934 Mido lanciò il Multifort, il primo Mido a fare uso di un movimento a carica automatica. Era anche resistente agli urti, anti-magnetico e resistente all'acqua. Nello stesso anno Mido lanciò orologi caratterizzati dalle prime molle resistenti alla rottura.
Nel 1945, Mido divenne il primo produttore d'orologi a introdurre una funzione cronografo a lettura centrale, con tutte le lancette al centro del quadrante. Nel 1954 si fregiò del titolo di produttore del meccanismo di ricarica più efficiente al mondo.
Nel 1959 lanciò sul mercato la linea Commander, che utilizzava una cassa costituita da un singolo pezzo. Nel 1967 produsse quello che, all'epoca, era l'orologio da donna più sottile al mondo.
Del 1970 è il lancio del sistema per sigillare la corona Aquadura, che utilizza del sughero per prevenire l'ingresso di acqua e umidità dal posto più suscettibile di infiltrazioni, la corona, appunto.
Negli anni '90 avviene il lancio del Mido World Timer, che può mostrare l'ora in qualsiasi fuso orario del mondo, grazie all'uso di una ghiera girevole.
Mido è riconosciuto come uno dei primi 10 produttori di movimenti  cronometrici certificati, e, in particolare, con 61.358 certificati ottenuti nell'anno 2013, si piazza al quarto posto nell'industria orologiaia svizzera.